# Бакри, Иаков Коэн
Иа́ков Ко́эн Бакри́ (1763, Алжир — 1836, Париж, Франция) — алжирский предприниматель и финансист. Некоторые источники ошибочно именуют его консулом Франции в Алжире.

## Биография
Сын Иосифа Коэна Бакри, основавшего в 1782 году торговую фирмы «Братья Бакри». После женитьбы его брата Давида в 1797 на племяннице (по другим данным — сестре) влиятельного финансиста и государственного деятеля Нафтали Буснаша, фирма была переименована в «Бакри и Буснаш» и стала одним из крупнейших торговых предприятий страны. С 1785 по 1789 год работал по поручению фирмы в Ливорно. С 1795 года — представитель компании в Марселе, затем — в Париже, куда прибыл с рекомендательным письмом от самого́ алжирского дея Мухаммеда II, бывшего лично финансово заинтересованного в успехе предприятия Бакри. В дальнейшем был основным посредником между алжирским и французским правительствами, водил дружбу со многими видными чиновниками различных правительств Франции — в частности, с могущественным министром иностранных дел Талейраном.
В 1816 году, во время реставрации Бурбонов во Франции вернулся в Алжир, поскольку был назначен деем руководителем еврейской общины города. Три последующих быстро сменивших один другого дея подтвердили его в этой должности. Некоторые источники пишут, что Бакри был назначен французским консулом и что в этом качестве у него произошёл в 1827 конфликт с последним алжирским деем Хусейном, что стало для Франции дипломатическим поводом в 1830 году оккупировать Алжир. Однако, это не так — согласно большинству источников, повздорившим с беем консулом был Пьер Деваль.
Некоторые старые источники пишут, что, Бакри покинул Алжир и поселился в Париже ещё до начала боевых действий. Согласно более современным исследованиям, оставался в Алжире во время его захвата французами. 16 ноября 1830 года командующим экспедиционным корпусом Луи Бурмоном был вновь утверждён руководителем еврейской общины города и оставался на этом посту до 1831 года. По некоторым данным, в 1831 году некоторое время был советником Бурмона. 
Последние годы жизни провёл в Париже, где имел много финансовых проблем из-за отказа испанского правительства выплатить ему долг в 35 миллионов франков. Скончался в 1836 году.